# Disneyland Dream
Disneyland Dream – amerykański krótkometrażowy film dokumentalny z 1956 roku.

## Wyróżnienia
| Rok wpisania | National Film Registry |
| ------------ | --- |
| 2008         | Lista filmów budujących dziedzictwo kulturalne USA utworzona przez National Film Preservation Board i przechowywana w Bibliotece Kongresu Stanów Zjednoczonych |